# 安東忠季
安東 忠季（あんどう ただすえ、生年不詳 - 1511年8月19日（永正8年7月26日））は、日本の戦国時代の武将で出羽の戦国大名。檜山系安東氏の第5代当主。安東政季の子で安東尋季の父。通称を安東太郎。檜山屋形と称した。
安東氏は元々陸奥津軽十三湊付近を根拠とし、蝦夷地との交易を中心とした海上交通に従事する海の豪族であったが、南部氏との戦いに敗れ勢力範囲であった蝦夷地に渡った。忠季は1456年（康正2年）、父政季とともに分家で秋田郡の領主であった秋田城介安東尭季（惟季）の招きに応じ、秋田小鹿島（現秋田県男鹿市）に移り、間もなく秋田河北地方（後の檜山郡、現秋田県能代市）の葛西秀清を滅ぼし、政季が1488年（長享2年）河北糠野城で家臣の長木大和の謀反にあい自死すると家督を継いだ。
1496年（明応5年）には、粗暴等行状の悪さを理由に蝦夷島松前守護職であった一族の下国恒季が、蠣崎光広ら配下の蝦夷島館主らにより訴えられた。忠季はこれら館主たちの意向を受けて姉の子である光広に処置を沙汰し、恒季は同年11月、忠季の手勢（実際には光広の軍勢かと思われる）により攻められ自害した。
蝦夷沙汰の一方で、1494年（明応3年）から1495年（明応4年）頃には檜山霧山の檜山城の修築を完成させ、1504年（永正元年）頃には日照山国清寺を創建するなど領国経営にも努めた。
1511年8月19日（永正8年7月26日）死亡し、尋季が家督を継いだ。忠季の治世には、父政季の数度に及ぶ津軽出兵の軍役負担や男鹿半島の所領争いなどから湊安東家と不和であったとも言われている。